# Bergbauwanderweg Ramsbeck

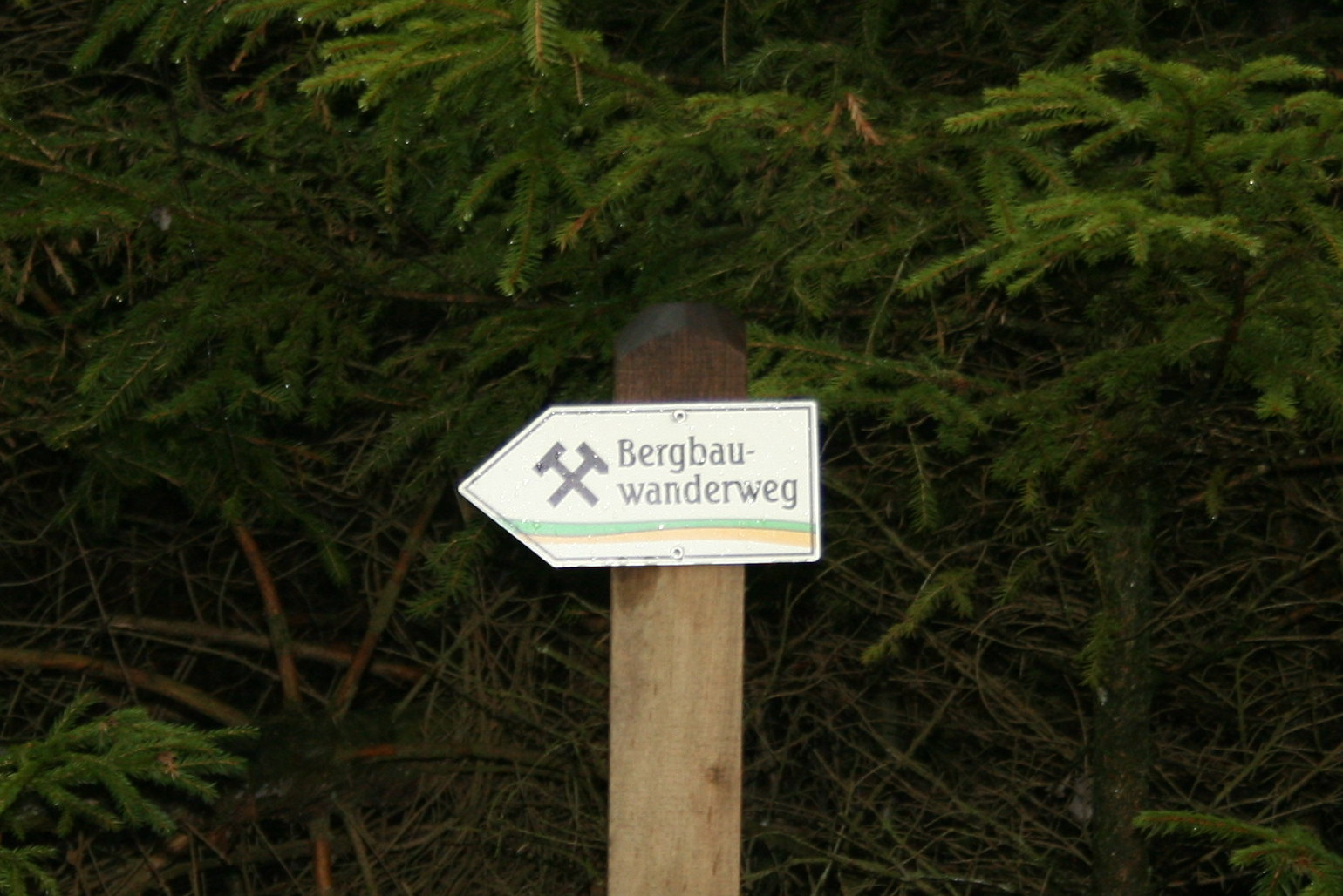
Bergbauwanderweg-Schild

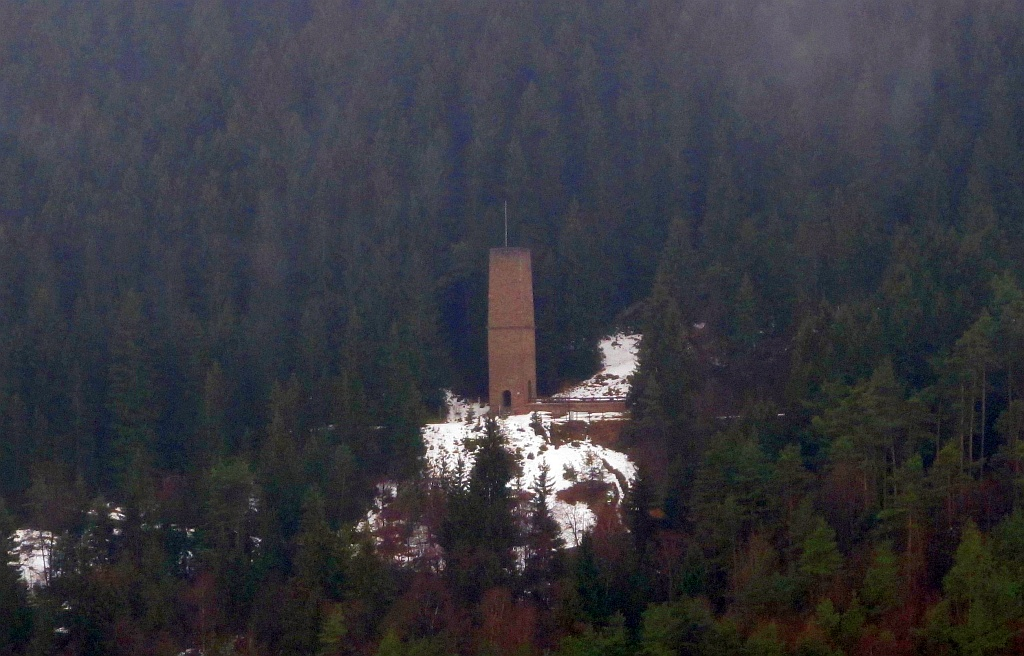
Schaupunkt Nr. 7, Kamin der ehemaligen Blei- und Metallhütte

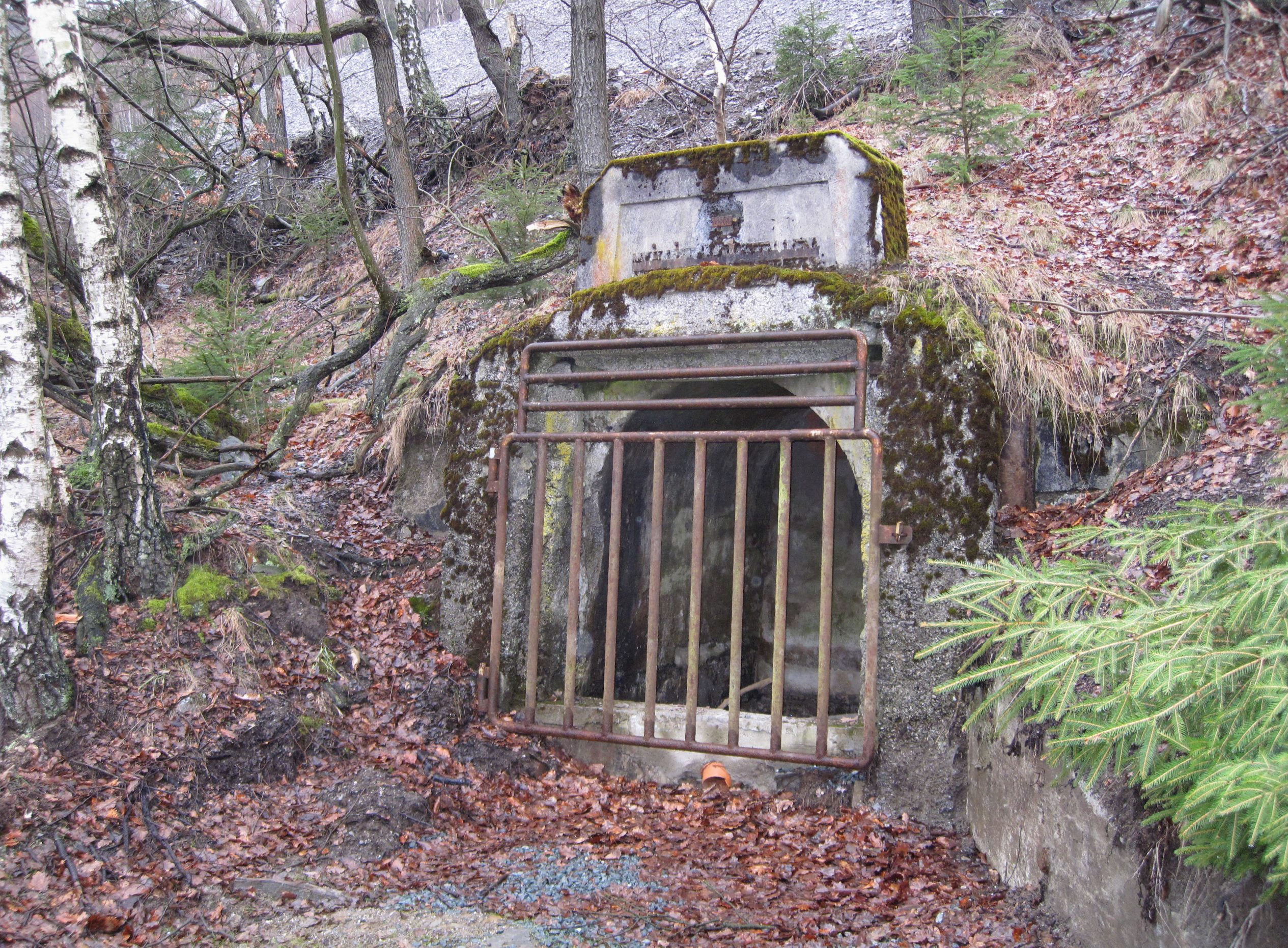
Schaupunkt Nr. 17, Willibaldstollen IV

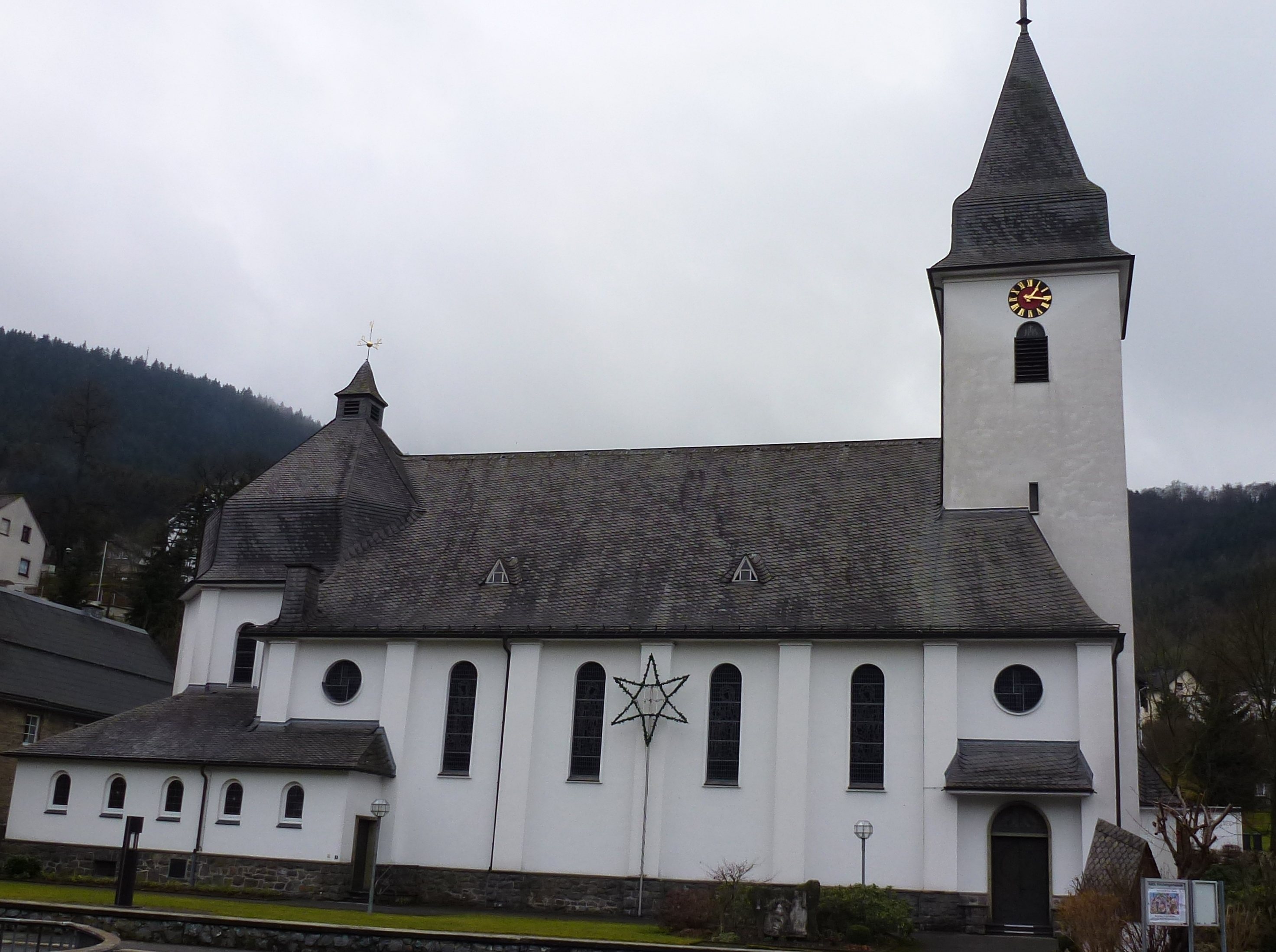
Schaupunkt Nr. 23, Pfarrkirche St. Margaretha

Der Bergbauwanderweg Ramsbeck ist ein bergbaugeschichtlicher Wanderweg in Ramsbeck, einem Ortsteil von Bestwig im Sauerland. Der Weg ist eine Ergänzung zum Besucherbergwerk Ramsbeck.
Der Wanderweg wurde in den Jahren 2010 bis 2012 vom Förderverein Sauerländer Besucherbergwerk Bestwig-Ramsbeck e. V. konzipiert und angelegt und weist eine Länge von zehn Kilometern auf. In vier Teilstrecken wird dem Wanderer unter anderem der ehemalige Blei- und Zinkbergbau der Grubenbetriebe im Ort näher gebracht.
Gelder für den Bergbauwanderweg kamen aus dem LEADER-Förderprogramm der Europäischen Union. Nach Genehmigung durch die Bezirksregierung Arnsberg floss im Rahmen der Projekte „4 mitten im Sauerland“ ein Fördergeld in Höhe von 19.609 Euro. Für die restliche Finanzierung wurden vom Förderverein von Privatpersonen, aus der Wirtschaft und von Banken Spendengelder in Höhe von ca. 20.000 Euro zusammengetragen.

## Schaupunkte
Am Bergbauwanderweg Ramsbeck gibt es 23 Schaupunkte. An jedem der Punkte findet sich ein Informationspult.
1. Bergbaumuseum
2. „Altes Krankenhaus“: Der Gebäudekomplex wurde im Jahr 1854 auf Geheiß des französischen Generaldirektors des Bergbaubetriebes als Krankenhaus für zirka 100 Patienten errichtet. Allerdings musste es zwei Jahre später aufgrund wirtschaftlicher Schwierigkeiten des tragenden Bergbaubetriebes wieder schließen, im Gebäude wurden danach Wohnungen für Werksangehörige eingerichtet.[3]
3. Baudenkmal[4] Petrus-Kirche – eine der ältesten evangelischen Kirchen im Hochsauerland
4. Ortsmittelpunkt von Ramsbeck mit ehemaligen Aufbereitungsanlagen
5. Ziegenweiden der Ramsbecker Bergleute
6. Bodendenkmal[4] Venetianerstollen am Bastenberg.
7. Baudenkmal[4] Kamin der ehemaligen Blei- und Metallhütte mit Rauchgaskanal
8. Aus der Ramsbecker Ortsgeschichte
9. Zweizügiger Rauchgaskanal
10. Josephus-Stollen
11. Ramsbecker Hütte
12. Bergbau in Ramsbeck um die Mitte des 19. Jahrhunderts
13. Baudenkmal[4] (sogenannte) Wasserburg
14. Industrieanlagen „auf dem Werdern“
15. Bremsberg
16. Aufbereitungsbetrieb am Dörnberg
17. Willibaldstollen IV
18. Erzaufbereitungsanlage „Willibald“
19. Willibaldstollen III
20. Bergarbeiterkolonie Andreasberg
21. Siedlung „Am Eickhagen“
22. Baudenkmal[4] Ramsbecker Mühle
23. Katholische Pfarrkirche St. Margaretha